# Waco CG-4
Pour les articles homonymes, voir Waco.

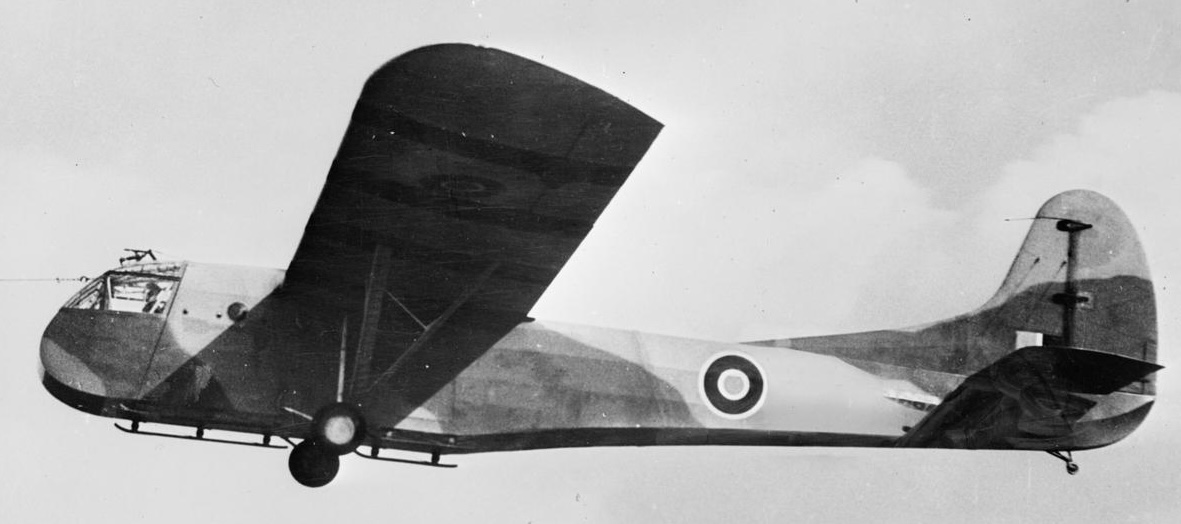
Un Waco CG-4 Hadrian britannique en vol.

Le Waco CG-4 (aussi nommé Hadrian dans la Royal Air Force) fut le planeur militaire le plus utilisé lors de la Seconde Guerre mondiale. Les essais en vol commencèrent en mai 1942. Par la suite, 13 903 CG-4A furent livrés. Le constructeur aéronautique était la Waco (Weaver Aircraft Company of Ohio) mais il ne produisit que 1 074 exemplaires.

## Développement
Le CG-4 était construit en bois et métal recouvert de tissu. L’équipage se composait d’un pilote et d’un copilote. Il pouvait transporter 13 soldats et leur équipement ou une Jeep ou encore un obusier de 75 mm. Les C-47 étaient utilisés pour le remorquage des CG-4.
Un total de 16 entreprises furent chargés de la construction de ce planeur, avec des résultats parfois désastreux et des surcouts gigantesques. Le plus important site de production est une usine Ford à Kingsford (Michigan) qui en sortit 4 190 unités pour un cout unitaire de 15 000 dollars américains

## Engagements

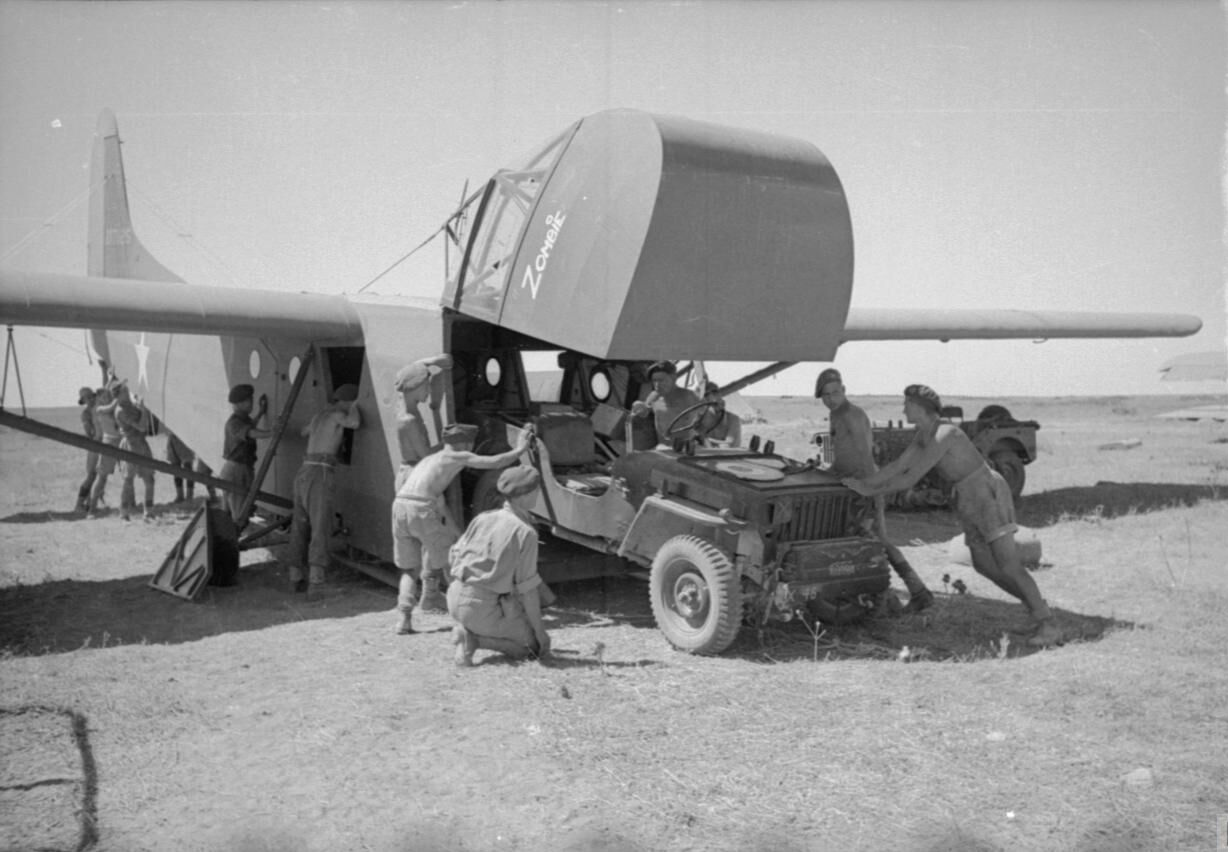
Soldats chargeant une jeep dans un planeur WACO CG-4A pour la Campagne de Sicile en 1943

Moins de 6 000 CG-4 sont employés au combat.
Les CG-4A opérèrent en juillet 1943 durant l’invasion de la Sicile (Opération Ladbroke). Ils participèrent aussi aux opérations Albany et Boston lors du débarquement allié en Normandie (Opération Neptune) le 6 juin 1944. Après que les premiers parachutistes des 82e et 101e divisions furent largués derrière les lignes allemandes, d'autre "paras" atterrirent avec ces appareils silencieux pour garantir l'effet de surprise et prendre rapidement les objectifs stratégiques, tels que des ponts.
Il furent aussi utilisé pendant le débarquement de Provence pendant la nuit du 15 au 16 août 1944 dans des villages tels que Le Muy et La Motte pour atterrir dans des plaines facilitant le transport des troupes aéroportées 

## Variantes
- XCG-4

Prototypes, deux unités furent construites, plus une pour les tests mécaniques.
- CG-4A

Production principale du CG-4, 13 903 unités furent produites par 16 entreprises différentes.
- XCG-4B

Un CG-4A avec une structure en contreplaqué.
- XPG-1

Un CG-4A converti avec deux moteurs  Franklin 6AC-298-N3
- XPG-2

Un CG-4A converti avec deux moteurs  L-440-1 de 175 ch.
- XPG-2A
- PG-2A
- XPG-2B
- LRW-1

13 CG-4A transférés dans l’United States Navy.
- G-2A
- G-4A
- G-4C
- Hadrian Mk I

Désignation pour la Royal Air Force du CG-4A, 25 unités
- Hadrian Mk II

Désignation pour la Royal Air Force du CG-4A avec changement d’équipement.

## Opérateurs
Canada
- Royal Canadian Air Force

 Tchécoslovaquie
- Armée de l'Air tchécoslovaque

 Royaume-Uni
- Royal Air Force

 États-Unis
- United States Army Air Forces
- US Navy

## Appareils conservés
Le Waco 45-17241 est exposé au Musée Airborne de Sainte-Mère-Église (50).